# L’écume des jours (Oper)
L’écume des jours (deutsch: Der Schaum der Tage) ist eine Oper (Originalbezeichnung: „drame lyrique“) in drei Akten, vierzehn Bildern und sieben Intermezzi von Edisson Denissow mit einem eigenen Libretto nach Boris Vians Roman L’écume des jours. Sie entstand 1981. Die Uraufführung fand jedoch erst am 15. März 1986 in der Opéra-Comique in Paris statt.

## Handlung
Die folgende Inhaltsangabe basiert auf den Angaben in den Opernführern von Heinz Wagner und Ulrich Schreiber sowie der Website des Staatstheaters Stuttgart und den Untertiteln der Stuttgarter Videoaufzeichnung.

### Erster Akt
1. Bild. Der wohlhabende Lebemann Colin erwartet seinen Freund Chick, einen armen Ingenieur, zum Abendessen. Er unterhält sich mit einer in seinem Haushalt lebenden Maus über dessen Geldprobleme. Sein frisch eingestellter Koch Nicolas, ein Schüler des berühmten Gouffé, stellt ihm das Menü, eine Aalpastete, vor. Nachdem Chick eingetroffen ist, stellt ihm Colin Nicolas vor. Es stellt sich heraus, dass der Koch der Onkel von Chicks Freundin Alise ist. Alise hat Philosophie studiert – eine Tatsache, die Nicolas am liebsten verschweigen würde. Colin erzählt Chick von seinem „Pianocktail“. Dabei handelt es sich um ein Klavier, mit dem er Cocktails mixen kann. Jede Taste entspricht einer bestimmten Zutat. Die Mischungsverhältnisse ergeben sich aus der Tonlänge und der Spielweise. Mit dem Forte-Pedal kann er ein geschlagenes Ei hinzugeben, und mit dem Piano-Pedal Eis. Chick probiert es sofort aus, um zwei Gläser „Solitude“ zum mischen. Anschließend serviert Nicolas die Pastete und erklärt, wie er den Aal trickreich mit Hilfe einer Ananas aus seiner Kaltwasserleitung gefischt hat. Chick erzählt, dass er Alise bei einem Vortrag des von ihm verehrten Philosophen Jean-Sol Partre kennengelernt hat. Er lädt Colin zu ihrem nächsten Treffen auf der Eisbahn ein. Colin will zusammen mit Nicolas kommen und hofft, dass dieser noch weitere Nichten mitbringt.
Intermezzo 1. Colin träumt davon, am nächsten Tag ein Mädchen kennenzulernen.
2. Bild. Chick stellt Colin seine Freundin Alise vor. Die beiden verstehen sich auf Anhieb. Nicolas erscheint mit seiner Bekannten Isis, die alle zur Geburtstagsfeier ihres Pudels Dupont einlädt. Nach einem Unfall auf der Eisbahn sorgen ein Priester und acht Putzleute wieder für Ordnung.
Intermezzo 2. Colin träumt von der Liebe.
3. Bild. Auf Isis’ Feier gibt es Streit zwischen Chick und Alise. Deren Eltern sind mit dem mittellosen Chick nicht einverstanden, da er all sein Geld für seine Partre-Sammlung ausgibt. Isis stellt ihnen die schöne Chloé vor, in die sich Colin sofort verliebt. Sie trägt den Namen eines Foxtrotts von Duke Ellington, für den beide schwärmen.
4. Bild. Colin und Chloé haben sich zum Rendezvous verabredet. Colin ist unsicher, wohin er mit ihr gehen soll. Sie entscheiden sich für einen Schaufensterspaziergang. Die dort ausgestellten anzüglichen Bilder und das Propagandamaterial gefallen Chloé nicht. Sie gehen in den Park, wo sie von einer rosaroten Wolke eingehüllt werden und sich zum ersten Mal küssen.

### Zweiter Akt
Colin träumt von seiner Hochzeit mit Chloé.
5. Bild. Chloé, Alise, Isis und die beiden als „Ehrenpäderasten“ eingeladenen Zwillingsbrüder Pégase und Coriolan bereiten sich auf die Hochzeit von Colin und Chloé vor.
Intermezzo 3. Zur Hochzeitsfeier von Colin und Chloé kommen alle möglichen Leute, darunter auch Jesus.
6. Bild. Mit Nicolas als Chauffeur begeben sich Colin und Chloé auf Hochzeitsreise. Der Weg führt sie durch ein Gebiet mit Kupferminen, wo sie sich über das traurige, aber gut bezahlte Leben der Arbeiter unterhalten. Ein seltsames Schuppentier nähert sich ihnen. Colin glaubt, es handle sich um einen Wartungsarbeiter in Schutzkleidung. 
7. Bild. Wieder zuhause klagt Chloé über Schmerzen in der Brust – ein erstes Anzeichen ihrer Krankheit. Die Maus verletzt sich beim Putzen der Kacheln im Flur. Colin legt eine Platte von Duke Ellington auf. Der Arzt Mangemanche erscheint, um Chloé zu untersuchen. Zunächst schwärmt er von den Vorzügen seiner schwarz-gelben Kleidung, die ihn unter anderem davor schütze, überfahren zu werden. Als er Chloé abhorcht, bemerkt er eine „seltsame Musik“ in ihrer Lunge. Er verschreibt ihr ein Medikament und rät ihr, andere Musik zu hören. Er empfiehlt „Slap Happy“.
Intermezzo 4.
8. Bild. Colin und Chick gehen zum Apotheker, um Chloés Medikament zu besorgen. Der Apotheker, eine Art „überarbeitetes Kaninchen“ ohne den „chemischen Teil der Verdauung“ beginnt sogleich mit der Herstellung, indem er „verchromte Karotten“ verzehrt. Colin erklärt seinem Freund, dass Chloé an einer „Seerose“ in der rechten Lunge leide. Der Arzt habe ihr geraten, ins Gebirge zu fahren, wo die Kälte für ihre Heilung sorgen werde. Außerdem müsse sie sich immer mit Blumen umgeben, um die Seerose daran zu hindern, sich zu vermehren. Für den Kauf der Blumen hat Colins bereits sein gesamtes Vermögen aufgebraucht. Er sucht nun eine Arbeit. Inzwischen hat der Apotheker das Medikament fertiggestellt. Er warnt vor einer Überdosierung. Chick hat immer noch kein Geld für eine Hochzeit mit Alise, da er die Zuwendungen Colins in seine Partre-Sammlung gesteckt hat. Dennoch hofft er, Alise nicht zu verlieren, da sie ebenfalls für Jean-Sol Partre schwärmt.
9. Bild. Colin liest Chloé aus Tristan und Isolde vor. Man hat zwar die Seerose aus ihrer Lunge herausoperiert, doch nun ist auch die andere Lunge betroffen. Colin sucht weiterhin nach einer Arbeit, um Geld für die Blumen zu verdienen. Chloé erinnert sich an einen Brief, den sie ihm von ihrer Kur in den Bergen geschrieben hat, und an die dortigen „Schneemaulwürfe“.

### Dritter Akt
10. Bild. Colin bewirbt sich beim Direktor einer Waffenfabrik. Als er ihm von der Krankheit seiner Frau erzählt, erhält er den Job. Der Direktor erklärt ihm den Herstellungsprozess der Gewehrläufe, für die man „erstklassige Rohstoffe“ und „ausgewähltes Saatgut“ benötige. Um die Saat mit „menschlicher Wärme“ auszubrüten, muss sich Colin für 24 Stunden auf die Erde legen.
11. Bild. Alise kommt zu Besuch. Chick hat sich von ihr getrennt, weil er sein ganzes Geld für seine Partre-Sammlung benötigt. Auch Colin hat alles verkauft – selbst das Pianocktail. Alise bedauert, Colin nicht früher kennengelernt zu haben. Sie hätte sich damals in ihn verlieben können.
Intermezzo 5. Acht Schutzleute erscheinen unter der Führung eines Seneschalls und durchsuchen die Wohnung, um Steuern einzutreiben.
12. Bild. Da sie kein Geld finden, halten sich die Schutzleute an den Büchern Jean-Sol Partres schadlos. Sie prügeln den protestierenden Chick zu Tode.
Intermezzo 6. Alise gibt Partre die Schuld an Chicks und ihrem Unglück. Sie will ihn töten und seine Bücher verbrennen. Auch sie selbst verliert in dem Brand der Bibliothek das Leben.
13. Bild. Chloé ist ihrer Krankheit erlegen. Bei der Trauerfeier verweist ein Priester auf die Auferstehung der Toten. Jesus wäscht seine Hände „in Unschuld“. Die Maus entzündet die Grablichter.
Intermezzo 7. Ein Mädchen singt vom kaum beachteten Leben in einer Seitenstraße.
14. Bild. Epilog. Nach Chloés Tod ist Colin völlig apathisch geworden. Die Maus kann das nicht länger mit ansehen. Sie überredet eine Katze dazu, sie zu töten. Dazu muss sie ihren Kopf in das Maul der Katze legen und warten, bis dieser jemand auf den Schwanz tritt, um den nötigen Reflex auszulösen. Eine Gruppe blinder Mädchen aus einem Internat wandert richtungslos über die Bühne, vom ewigen Leben singend.

## Gestaltung
Das Libretto orientiert sich sprachlich an der Buchvorlage Vians. Es beschreibt die menschliche Leere in einer vollständig auf Freiheit und Egoismus ausgerichteten Lebensweise. Wie der Roman ist es von Absurditäten und Wortspielen geprägt, wie beispielsweise dem Namen des Philosophen „Jean-Sol Partre“ oder den „Ehrenpäderasten“ anstelle von „Ehrenjungfrauen“.
Denissow verwendete für die vom Jazz inspirierten Teile des Textes auch in der Musik Jazz-Elemente. Dazu setzte er typische Jazz-Instrumente wie Saxophone, E-Gitarren, Trommeln und Klavier ein. Auch die Aufnahmen Duke Ellingtons kommen bereits in der Buchvorlage vor. Eine besondere Rolle spielt dessen vom Tonband eingespielte Trompetenmelodie Chloe. Detlef Gojowy wies in seinem Artikel bei Grove Music Online auf Parallelen zu den Jazz-Opern der 20er Jahre von Ernst Krenek oder Kurt Weill hin, die Denissow allerdings nicht hervorgehoben haben wollte. Der Komponist selbst sah das Werk wegen seiner sorgfältigen Planung der Szenenstruktur eher in der Tradition Mozarts.
Die neunte Szene der Oper enthält ein Zitat aus Wagners Tristan und Isolde. Denissow betrachtete den dritten Akt als „Herz“ der Oper, auf das das gesamte musikalische Material hinführt. Der rätselhafte Epilog der Oper ist Ulrich Schreiber zufolge ein Symbol dafür, dass Colin ähnlich wie Tristan in Wagners Oper einen Liebestod stirbt. Darauf verweise bereits das erwähnte Zitat.
Einige Stellen werden von den Darstellern melodramatisch mit Musik unterlegt gesprochen.

### Orchester
Die Orchesterbesetzung der Oper enthält die folgenden Instrumente:
- Holzbläser: drei Flöten, drei Oboen, drei[A 1] Klarinetten, Altsaxophon, Tenorsaxophon, drei Fagotte[A 2]
- Blechbläser: drei Hörner, drei Trompeten, drei Posaunen, Tuba
- Pauken, Schlagzeug (drei Spieler)
- Harfe
- Celesta/Cembalo, Klavier
- Gitarre/E-Gitarre, E-Bass
- Streicher

## Werkgeschichte
Nachdem der russische Komponist Denissow bereits 1973 seinen Liederzyklus La vie en rouge auf Texte des französischen Jazzmusikers und existenzialistischen Dichters Boris Vian komponiert hatte, wählte er dessen Roman L’écume des jours zur Vorlage seiner zweiten Oper. Er schrieb das Libretto in französischer Sprache selbst, integrierte darin einige von Vians Gedichten und nutzte auch Gregorianischen Gesang und liturgische Texte.
Denissow komponierte die Oper ab 1977 nicht aufgrund eines Kompositionsauftrags. Daher dauerte es nach der Fertigstellung 1981 noch einige Jahre, bis es 1986 zur szenischen Uraufführung kam. Zuvor war lediglich am 17. Oktober 1983 in Moskau die Konzertsuite Colin et Chloé gespielt worden.
Die Uraufführung am 15. März 1986 stand unter der musikalischen Leitung von John Burdekin. Die Inszenierung stammte von Jean-Claude Fall. Es sangen Thierry Dran (Colin), Véronique Dietschy (Chloé), Marcel Quillevére (Chick), Fernand Dumont (Nicolas), Eva Saurova (Alise), Elian Lublin (Isis), Jean-Louis Soumagnas (Mangemanche), Bruce Brewer (Seneschall), Michel Philippe (Direktor der Waffenfabrik), Jean-Noel Beguelin (Jesus) und Catherine Martin (Mädchen). Sarah Mesguich spielte die Maus und Jean Rumeau den Apotheker.:3439 In der Pariser Aufführung wurde die Hochzeitsszene ausgelassen. Das Werk fiel durch.
Weitere Aufführungen gab es 1989 in Perm unter dem Titel Pena dney und 1991 in Gelsenkirchen als Der Schaum der Tage. Dort wurden die Ausschnitte der Musik Duke Ellingtons live gespielt. In Mannheim wurde die Oper 1994 gegeben. Diese Wiederbelebungsversuche zu Lebzeiten des Komponisten blieben jedoch zunächst folgenlos.
Größere Aufmerksamkeit erzielte erst 2012 eine Produktion der Stuttgarter Staatsoper in einer Inszenierung von Jossi Wieler und Sergio Morabito. Die musikalische Leitung von Staatsorchester Stuttgart und Staatsopernchor Stuttgart hatte Sylvain Cambreling. Die Bühne stammte von Jens Kilian, das Lichtdesign von Reinhard Traub, die Kostüme von Anja Rabes und die Einspielvideos von Chris Kondek. In den Hauptrollen sangen Ed Lyon (Colin), Rebecca von Lipinski (Chloé), Daniel Kluge (Chick) und Sophie Marilley (Alise). Ein Mitschnitt wurde auf Deutschlandradio Kultur und auf SWR2 übertragen. Die Produktion wurde mit dem International Diaghilev Award 2013 als „Beste Opernproduktion“ ausgezeichnet. 2017 wurde die Oper erneut ins Programm genommen und im Rahmen der Operaplatform als Videostream im Internet bereitgestellt.

## Aufnahmen
- 15. März 1986 – John Burdekin (Dirigent).
 Thierry Dran (Colin), Véronique Dietschy (Chloé), Marcel Quillevére (Chick), Fernand Dumont (Nicolas), Eva Saurova (Alise), Elian Lublin (Isis), Jean-Louis Soumagnas (Mangemanche), Bruce Brewer (Seneschall und der Tenor), Michel Philippe (Direktor der Waffenfabrik), Jean-Noel Beguelin (Jesus), Catherine Martin (Mädchen).
 Live aus Paris, Uraufführung.[9]:3439
- 16. März 1991 – Johannes Kalitzke (Dirigent), Philharmonisches Orchester und Chor des Musiktheaters im Revier Gelsenkirchen.
 Mario Brell (Colin), Noriko Ogawa (Chloé), Thomas Piffka (Chick und der Tenor), Krzysztof Klorek (Nicolas), Gudrun Pelker (Alise), Ines Krome (Isis), Krassimir Kurtakov (Mangemanche/Frißtfrist), Hans Linnemannstöns (Coriolan), Willi Kunzmann (Pégase), Karl-Heinz Brandt (Seneschall), Adam Hollmann (Direktor der Waffenfabrik), Joachim Gabriel Maaß (Jesus), Walter Cuhay (Mädchen und Apotheker).
 Live aus Gelsenkirchen (deutsche Erstaufführung).[9]:3440
- 1. Dezember 2012 – Sylvain Cambreling (Dirigent), Staatsorchester Stuttgart, Staatsopernchor Stuttgart.
 Ed Lyon (Colin), Rebecca von Lipinski (Chloé), Daniel Kluge (Chick), Arnaud Richard (Nicolas), Sophie Marilley (Alise), Pumeza Matshikiza (Isis), Roland Bracht (Mangemanche), Kai Preußker (Coriolan), Marcel Beekman (Pégase und Seneschall), Karl-Friedrich Dürr (Direktor der Waffenfabrik), Mark Munkittrick (Jesus).
 Live aus der Staatsoper Stuttgart.
 Sendung vom 8. Oktober 2012 auf Deutschlandradio Kultur.[13]
- 22. Juli 2017 – Sylvain Cambreling (Dirigent), Jossi Wieler und Sergio Morabito (Inszenierung), Jens Kilian (Bühne), Reinhard Traub (Licht), Anja Rabes (Kostüme), Chris Kondek (Video), Staatsorchester Stuttgart, Staatsopernchor Stuttgart.
 Ed Lyon (Colin), Rebecca von Lipinski (Chloé), Daniel Kluge (Chick), Arnaud Richard (Nicolas), Sophie Marilley (Alise), Nozuko Teto (Isis), Roland Bracht (Mangemanche), Padraic Rowan (Coriolan), Marcel Beekman (Priester, Pégase und Seneschall), Karl-Friedrich Dürr (Direktor der Waffenfabrik), Mark Munkittrick (Jesus), Jeanne Seguin (Mädchen), Dirk Schmeding (Schuppentier und Apotheker), Sébastien Dutrieux (Maus), Manja Kuhl (Katze).
 Live aus der Staatsoper Stuttgart.[14][5]